# حصبان (إب)
حصبان هي إحدى قرى الجمهورية اليمنية. تتبع جغرافيا لمحافظة إب وإداريًا لمديرية مذيخرة. يبلغ تعداد سكانها 2000 نسمة حسب الإحصاء الذي أجري عام 2004.